# Daan Disveld
Daan Disveld est un footballeur néerlandais né le 20 janvier 1994. Il évolue au poste d'arrière droit au FC Den Bosch.

## Palmarès

### En équipe nationale
- Pays-Bas -17 ans
  - Vainqueur du championnat d'Europe des moins de 17 ans en 2011